# Rhododendron aureum
Rhododendron aureum es una especie del género Rhododendron perteneciente a la familia Ericaceae. Es originaria de Asia.

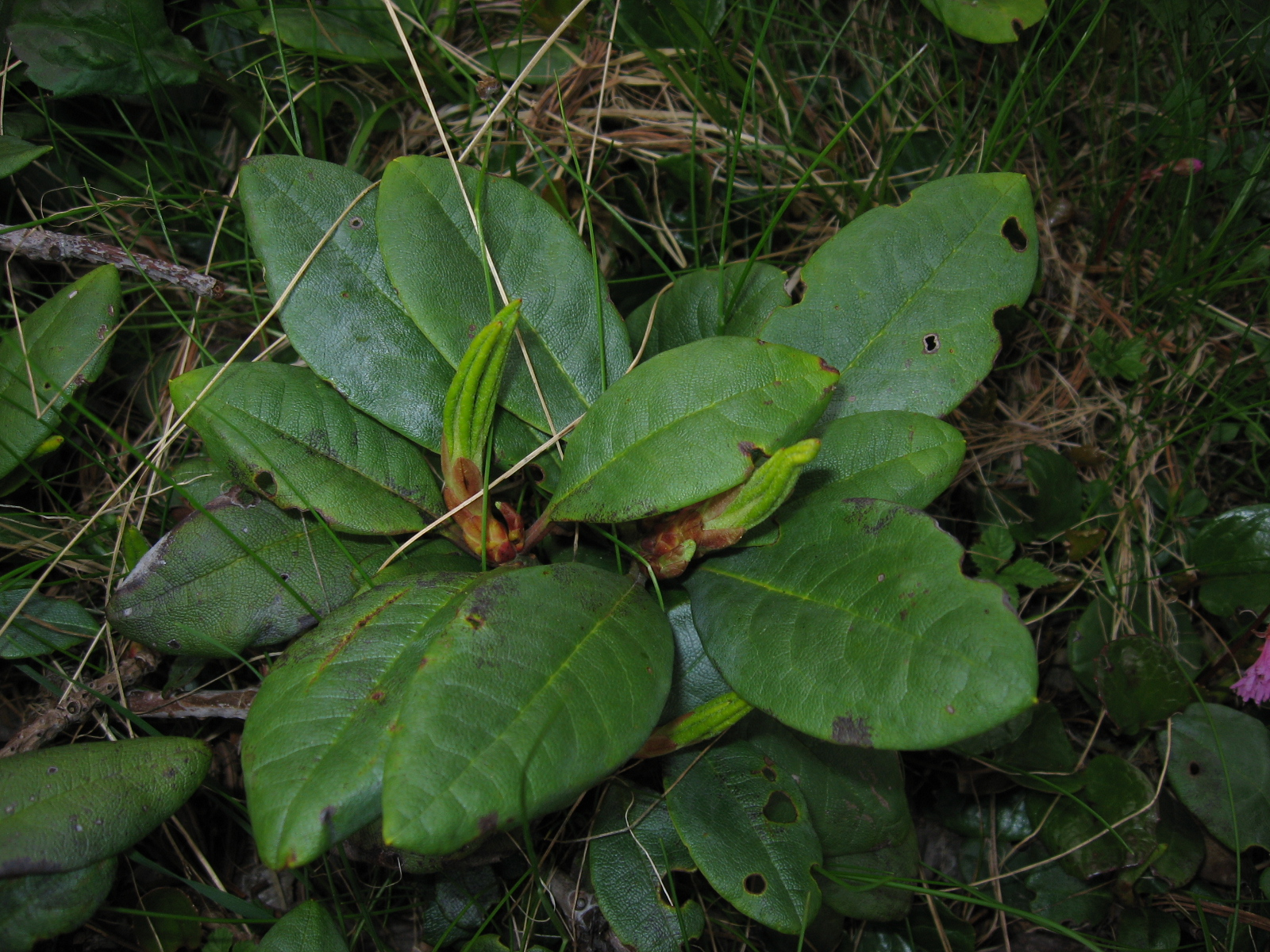
Detalle de las hojas

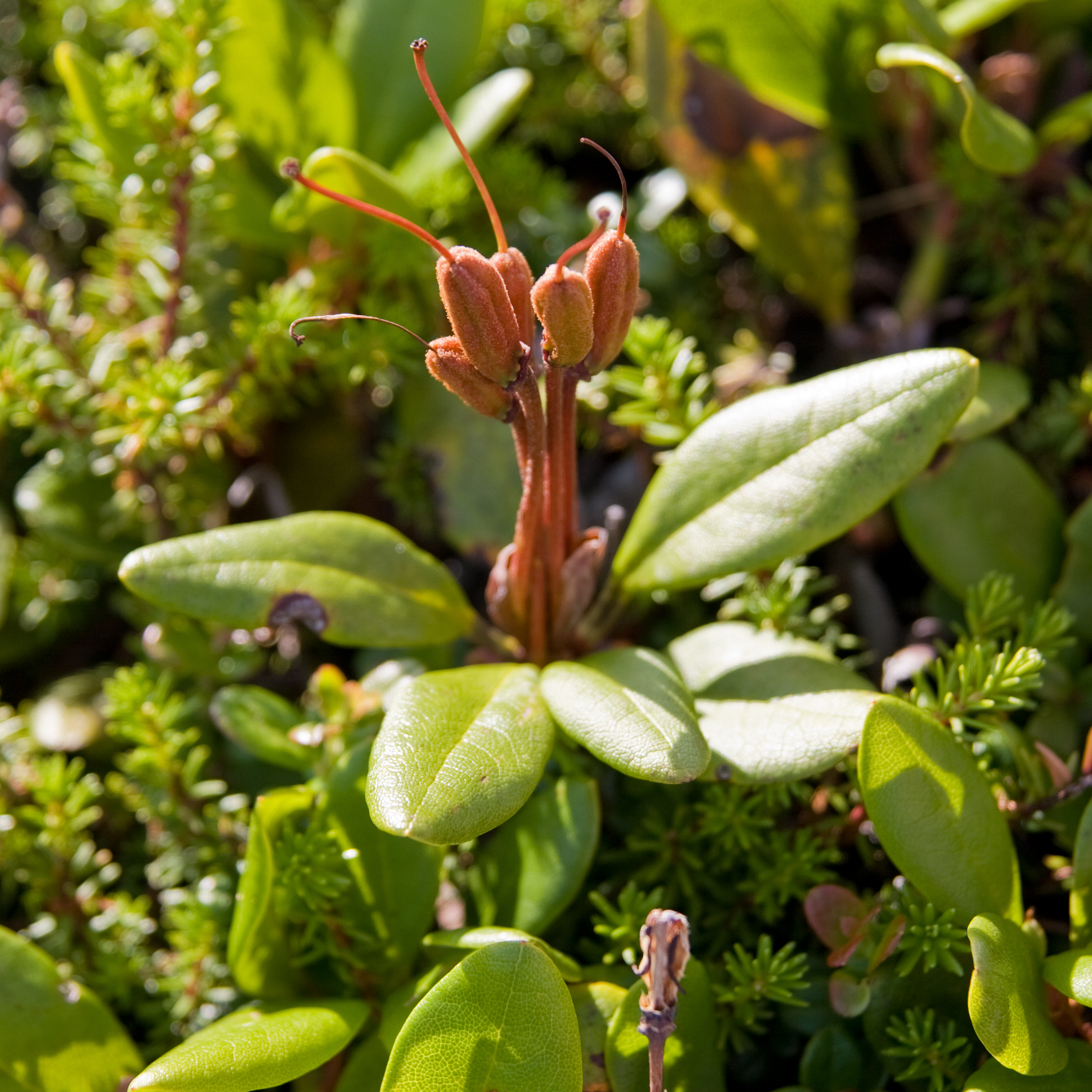
Vista de la planta

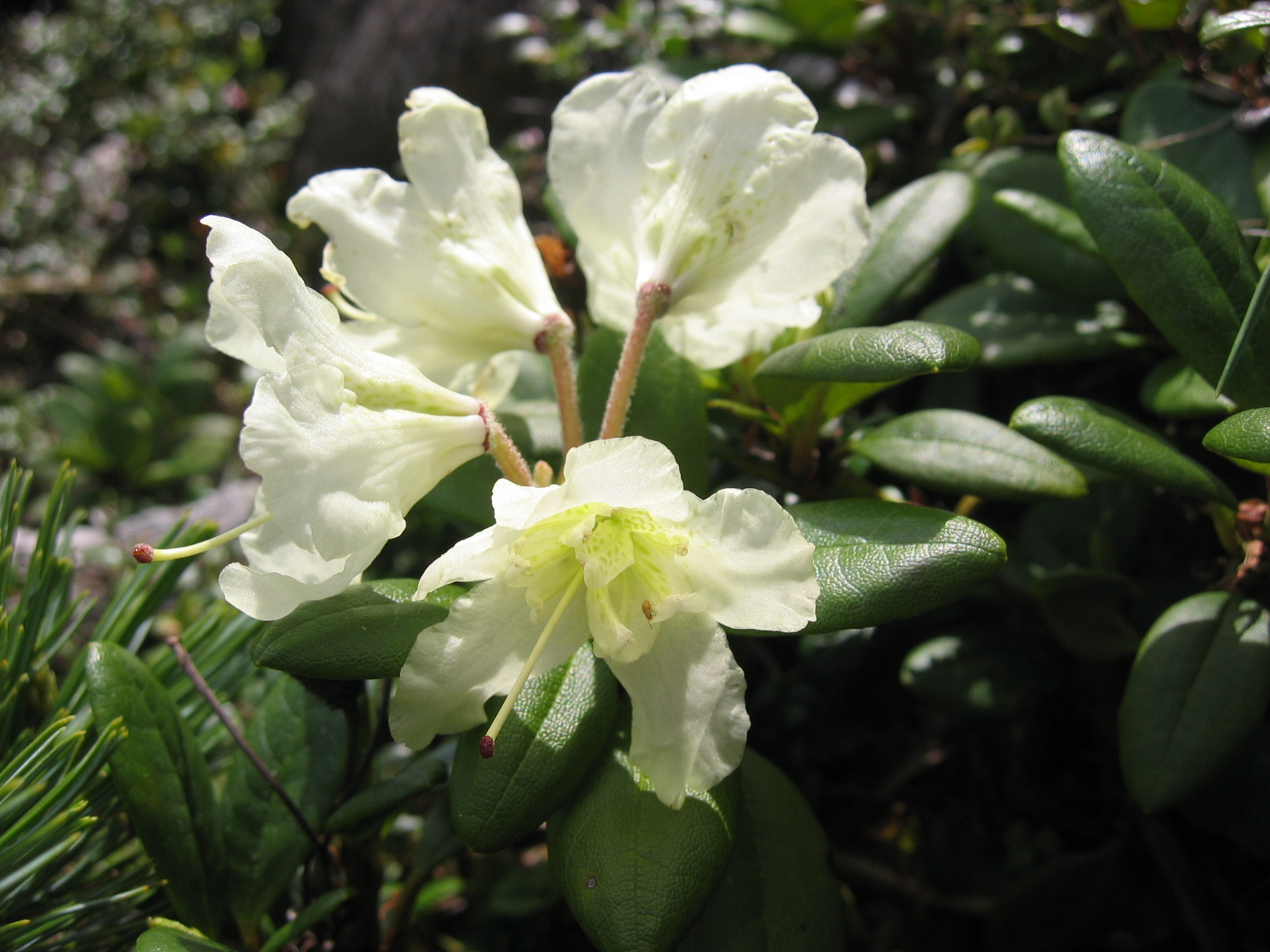
Detalle de las flores

## Descripción
Son arbustos enanos, que alcanzan un tamaño de 0,1-1 m de altura; con tallos horizontales con ramillas ascendentes oblicuas; escamas de las yemas persistentes. Pecíolo de 5-10 mm, glabro;  hoja coriácea, oblanceolada a obovada-oblonga, de 2.5-8 × 1-3.5 cm; con la base cuneada; el ápice obtuso o redondeado, mucronado; ambas superficies glabras en la madurez, a veces con vestigios de tomento juvenil abaxialmente. La inflorescencia en forma de corimbo con 5-8 flores; raquis de 10 mm. Pedúnculo erecto, de 3 cm, corola campanulada de color amarillo, con 1 lóbulo superior manchado de rojo, de 2,5-3 cm; lóbulos 5, desiguales; filamentos estambres 10, desiguales, pubescentes en la base; el ovario de 5 mm, densamente rufo-tomentoso. Infrutescencia con pedúnculo de 4,5-6 cm es una cápsula oblongo-cilíndrica, de 10-14 × 5-6 mm. Fl. may-jun, fr. julio-agosto.

## Distribución y hábitat
Se encuentra en los pastizales, entre las briofitas, en las regiones alpinas; a una altitud de 1000-2500 metros en Jilin, Liaoning y en Japón, Corea, Mongolia y Rusia.

## Ecología
Las larvas de Boloria freija se alimentan de Rhododendron aureum.

## Propiedades
R. aureum produce   rhododendrol,  rhododendrin, avicularin y hyperosida.

## Taxonomía
Rhododendron aureum fue descrita por Johann Gottlieb Georgi  y publicado en Bemerkungen einer Reise im Russischen Reich im Jahre 1772 1: 51, 214. 1775.
Etimología
Rhododendron: nombre genérico que deriva de las palabras griegas ῥόδον, rhodon = "rosa" y δένδρον, dendron  = "árbol".
aureum: epíteto latino que significa "dorado".
Sinonimia
- Rhododendron chrysanthum Pall.
- Rhododendron officinale Salisb.[6]